# Moraba obscura
Moraba obscura är en insektsart som beskrevs av Sjöstedt 1921. Moraba obscura ingår i släktet Moraba och familjen Morabidae. Inga underarter finns listade i Catalogue of Life.